# Dávid, a törpe
A Dávid a törpe (eredeti címén David, el Gnomo) spanyol televíziós rajzfilmsorozat, amely 1985-ben készült. Magyarországon korábban a TV2 sugározta, később az M2 vetítette.

## Ismertető
Dávid és felesége Lisa törpék, akik az erdő mélyén élnek, megértik az állatok nyelvét és az emberekkel szemben szoros viszonyt ápolnak a természettel. Dávid orvos és bajba került sérült állatokat gyógyít, ám gyakran útját állják a gonosz ördögök, akik mindig valami rosszban sántikálnak.

## Magyar hangok
- Dávid – Háda János
- Liza – Győri Ilona

További magyar hangok: Bácskai János, Berzsenyi Zoltán, Fehér Juli, Juhász Károly, Tarján Péter

## Epizódlista
1. A törpék élete
2. Egy kis varázslat
3. Az olasz kislány
4. Az ördög bébi
5. A házépítés titkai
6. Az esküvő
7. Zsuzsanna süvege
8. A fekete tó
9. Tóparti kaland
10. A gyógyítás művészete
11. A mágikus kés
12. Kerti mulatság
13. A bajba jutott medve
14. Váratlan utazás
15. A három kívánság
16. Kosztya törpét móresre tanítják
17. Nyuszimentés
18. Hová tűnt a tejesasszony?
19. A kőtábla
20. A légykapók
21. A denevérek megmentése
22. Mulatság a malomban
23. Ausztráliai utazás
24. A mérgezett farkas
25. Egy régi jó barát
26. A legmagasabb hegycsúcs